# Cromidon
Cromidon es un género con doce especies de plantas de flores perteneciente a la familia Scrophulariaceae. 

## Especies seleccionadas
- Cromidon austerum
- Cromidon confusum
- Cromidon corrigioloides
- Cromidon decumbens
- Cromidon dregei
- Cromidon gracile
- Cromidon hamulosum
- Cromidon microechinos
- Cromidon minutum
- Cromidon plantaginis
- Cromidon pusillum
- Cromidon varicalyx

- Datos: Q8351863
- Especies: Cromidon